# Gurahonț, Arad

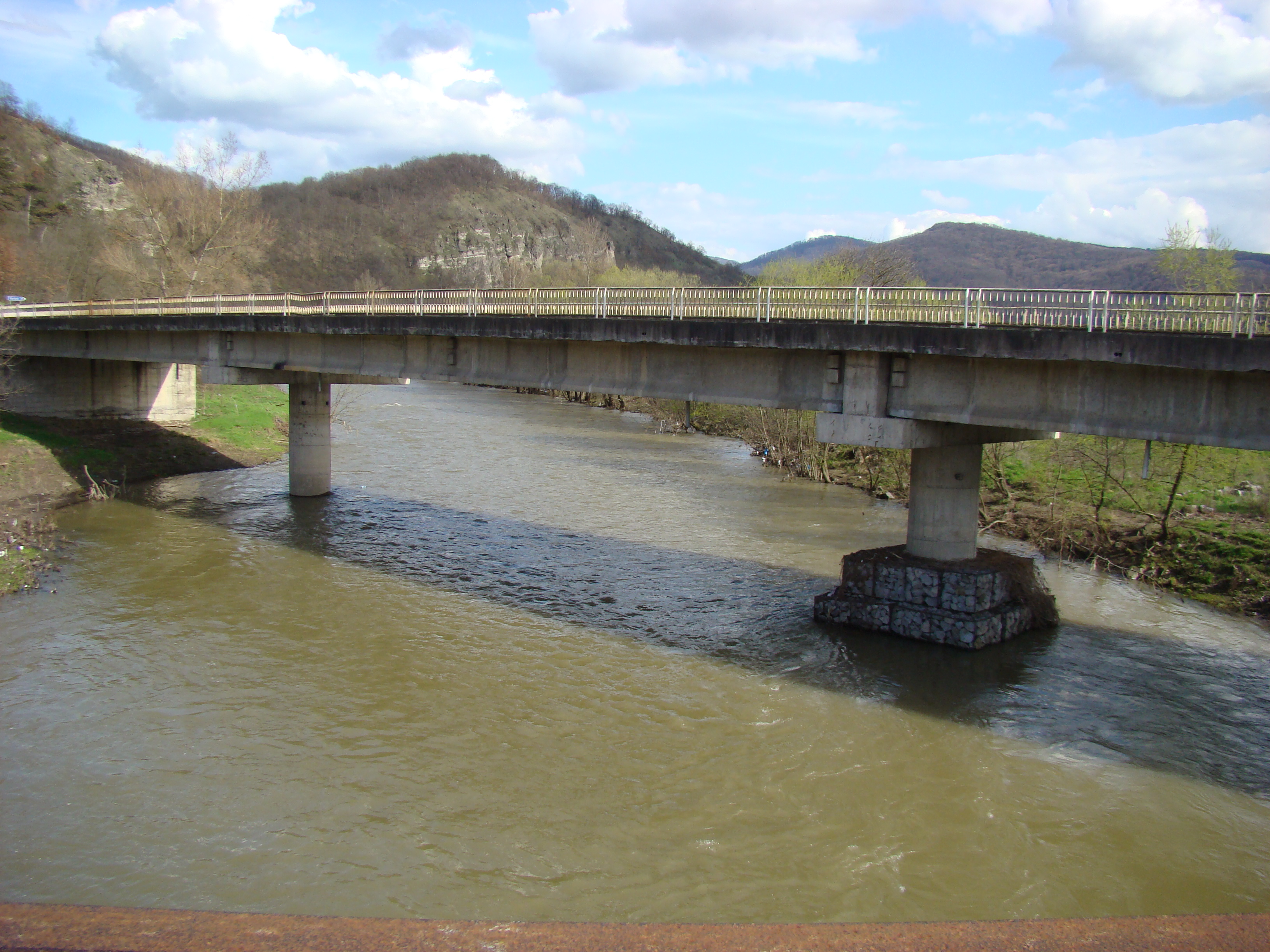
Podul rutier peste Crișul Alb

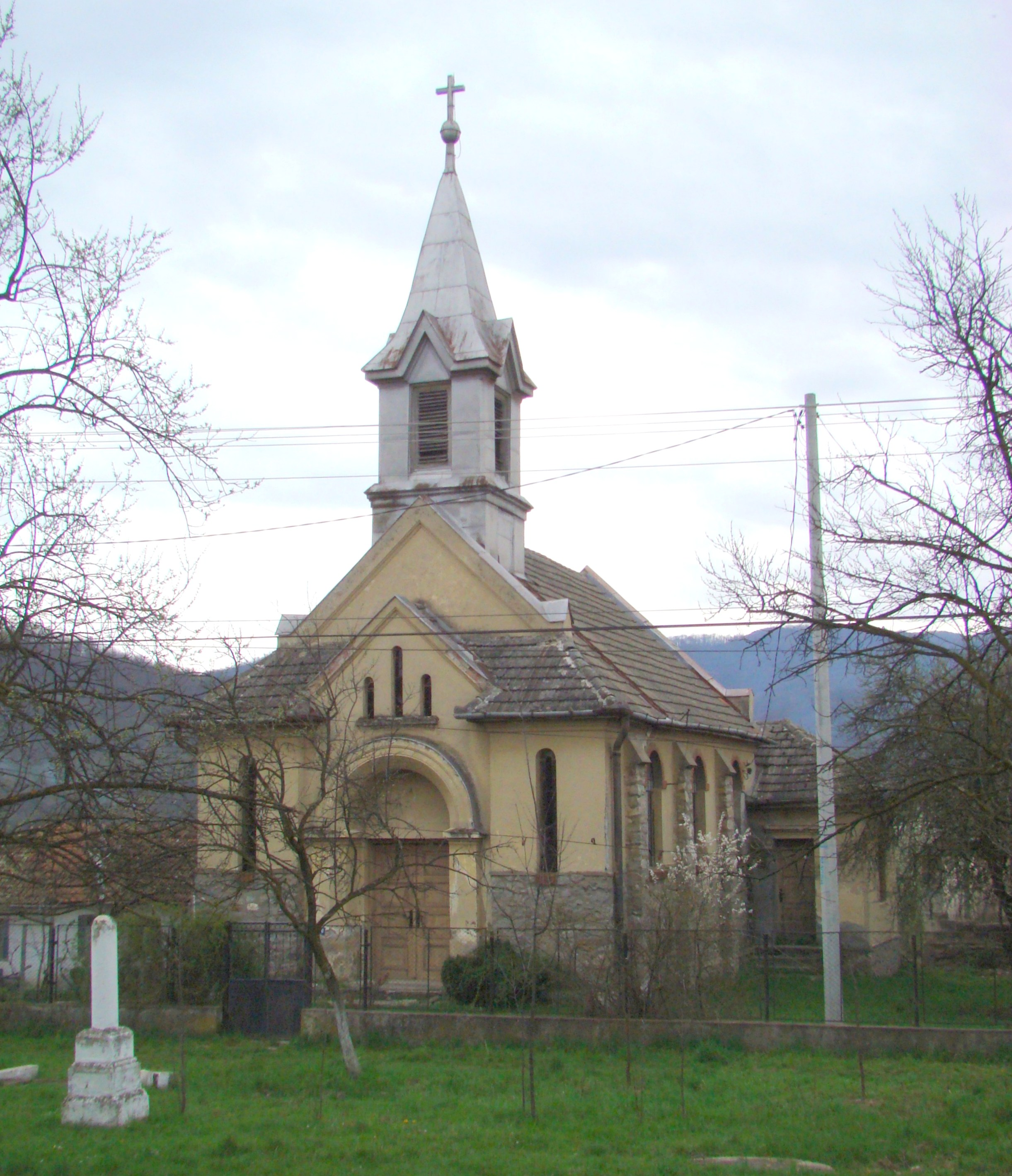
Biserica romano-catolică

Gurahonț este satul de reședință al comunei cu același nume din județul Arad, Crișana, România.

## Așezare
Localitate așezată pe traseul șoselei Arad-Brad prin localitatea Ineu. Pe hartă se mai pot vedea localitățile Băița, Bihor, Nucet, Ștei,  Vârfurile, Brad, localități care se găsesc în bazinul râurilor Crișul Alb și Crișul Negru care se vor vărsa pe teritoriul Ungariei în Tisa.
Etimologia denumirii acestei localități se poate interpreta ca "poartă", "intrare" într-o depresiune, vale, regiune etc.

## Populație
| Anul      | 1966 | 1977 | 1992 | 2002 |
| Populația | 5656 | 5384 | 4895 | 4577 |

Datele expuse relevă o scădere constantă a populației, cauzată în principal de procesul de creștere a populației urbane datorat schimbărilor structurale careau avut loc în domeniul modernizării sistemului socioeconomic la nivel național. Cea mai accentuată scădere are loc în satele îndepărtate de centrul de comună datorită faptului că acestea nu oferă posibilitatea unor locuri de muncă salariate pe fondul unui potențial de dezvoltare agrozootehnică.

## Economia
Potențialul economic al comunei este unul însemnat, comuna dispunând de o varietate mare de resurse.
În economia comunei sunt bine reprezentate industria materialelor de construcții, industria alimentară, industria prelucrării
lemnului, mica industrie, agricultura și nu în ultimul rând turismul.

## Turism
Potențialul turistic al comunei este unul de excepție. În satul Zimbru se află rezervația botanică de interes național "Dosul Laurului" (32,2 ha), declarată rezervație în 1933, singurul loc din țară unde vegetează laurul - Ilex aquifolium. Această poiană cu laur se află în mijlocul unei păduri de fag, carpen, gorun, mesteacăn, paltin și ulm (82,6 ha). 
Cuptorul de topit fierul din satul Zimbru datat de la mijlocul secolului al XIX-lea și troița lui Ioan Buteanu din Iosaș.
O altă rezervație floristică de interes național regăsită pe teritoriul comunei poartă numele de "Baltele Gurahonț".
Dintre obiectivele turistice de natură antropică de pe teritoriul comunei, se pot admira castelul din Gurahonț, datat din secolul al XIX-lea construit în stil neoclasic și înconjurat de un parc dendrologic.

## Iosășel

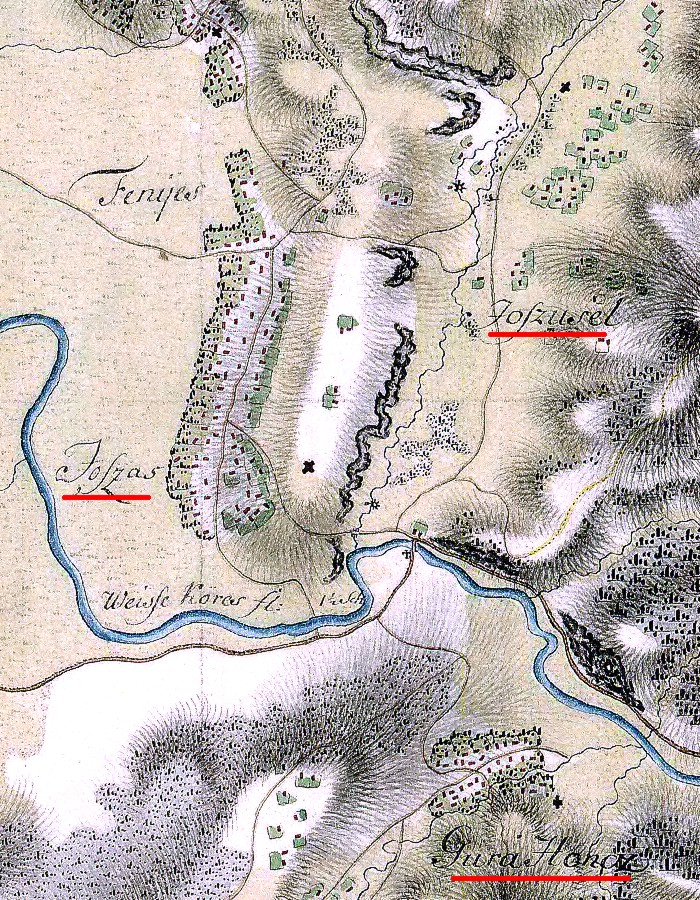
Fragment din Harta Iosefină a comitatului Arad

După cum se vede din Harta Iosefină a Comitatului Arad, în secolul al XVIII-lea Gurahonț se întindea doar pe malul stâng al Crișului Alb, iar pe malul drept, erau localitățile Iosaș, la vest și Iosășel, la est, separate de o culme de deal. Prin extinderea localității Gurahonț, Iosășel a fost înglobată în aceasta, actual fiind o stradă din Gurahonț. Iosășel este referită ca localitate separată în lucrări din secolele al XIX-lea și al XX-lea despre Revoluția de la 1848 din Transilvania.
La desființarea comitatului Zarand, în 1876, în urma anexării Hălmagiului la comitatul Arad, sediul circumscripției electorale s-a mutat de la Hălmagiu la Iosășel. Acestei circumscripții i s-au adăugat 30 de comune din cercul pretorial al Sibiului, astfel că circumscripția cuprindea 62 de comune cu populație românească, care asigurau aproape 4000 de voturi.